# Гарт-Тернер, Эдвард, 1-й граф Уинтертон
Эдвард Гарт-Тернер, 1-й граф Уинтертон (англ. Edward Garth-Turnour, 1st Earl Winterton; 1734 — 10 августа 1788) — британский пэр и политик.

## Биография
Родился в 1734 году под именем Эдвард Гарт. Сын Джозефа Гарта и его жены Сары (урожденной Джи). По материнской линии он был праправнуком сэра Эдварда Тернера (1617—1676), спикера Палаты общин Англии с 1661 по 1671 год. Он получил образование в Тринити-колледже Оксфордского университета.
Унаследовав в 1744 году поместья семьи Тернор, в том числе Шиллингли в Западном Сассексе, он по королевскому разрешению принял фамилию Эдвард Тернер Гарт-Тернер.
10 апреля 1761 году он был возведен в звание пэра Ирландии как барон Уинтертон из Горта в графстве Голуэй.
Эдвард Гарт-Тернер заседал в Палате общин Великобритании от Брамбера с 1761 по 1769 год.
12 февраля 1766 года для него были созданы титулы 1-го графа Уинтертона (Пэрство Ирландии) и 1-го виконта Тернера из Горта в графстве Голуэей (Пэрство Ирландии).
В 1767 году он был избран членом Королевского общества.
Лорд Уинтертон скончался в августе 1788 года, и ему наследовал его сын Эдвард.

## Семья
13 марта 1756 года в церкви Святого Павла, Ковент-Гарденс, Лондон, Эдвард Гарт-Тернер женился на достопочтенной Энн Арчер (до 1734 — 20 июня 1775), дочери Томаса Арчера, 1-го барона Арчера, и Кэтрин Типпинг. У них было двенадцать детей:
- Эдвард Тернер, 2-й граф Уинтертон (11 мая 1758 — 23 апреля 1831)[5], старший сын и преемник отца
- Кэтрин Гарт-Тернер (ок. 1759 — 18 января 1780), она вышла замуж за своего кузена Уильяма Бэкон-Фостера
- Артур Гарт-Тернер (1762—1794)
- Изабелла Гарт-Тернер (7 апреля 1763 — около 1827), умерла незамужней
- Жерар Тернер (? — 21 июня 1824), морской офицер
- Энн Гарт-Тернер (ок. 1765—1825), она вышла замуж за Джорджа Гордона Брауна, затем вторым браком — за доктора Томаса Ремингтона
- Фрэнсис Гарт-Тернер (17 декабря 1766 — 14 мая 1842) вышла замуж за Джона Аллена;
- Лейтенант Джордж Тернер (4 февраля 1768—1813), женившийся на Эмили де Боссет (? — 1846), племяннице кардинала герцога де Боссета.
- Генри Тернер (1769 — сентябрь 1805), морской офицер
- Сибелла Гарт-Тернер, умерла незамужней
- Лидия Гарт-Тернер (1771—1823), умерла незамужней
- Лейтенант Чарльз Тернер (1775 — 23 февраля 1816).

18 февраля 1778 года в Кирдфорде, Сассекс, лорд Уинтертон женился вторым браком на Элизабет Армстронг (ок. 1757 −1 декабря 1841), дочери Джона Армстронга, от брака с которой у него было двое детей:
- Преподобный Эдвард Джон Тернер (8 ноября 1778 — 10 мая 1844)[6], женился первым браком на своей сводной сестре Элизабет Ричардсон и вторым браком — на Ребекке Джонс.
- Элизабет Гарт-Тернер (1780—1818), она вышла замуж за своего сводного брата Фрэнсиса Ричардсона.